# Esteve Camprubí i Mercader
Esteve Camprubí i Mercader (Navarcles, 10 de maig de 1885 - Colònia Vidal, Puigreig, 10 d'abril de 1969) fou un músic i poeta català.
Als 25 anys exercia de mestre. Afeccionat a la poesia i la música, va fundar i dirigir el periòdic navarclí Sol Ixent, que aparegué del 1912 al 1916 publicat pel Centre Català Autonomista de Navarcles, amb un ideari bàsic de fer cultura i pàtria, alhora que informar la ciutadania. Camprubí també fou un dels promotors de la primera "Història de Navarcles". Exercí el magisteri primer a Navarcles, després a Artés, Tona i la colònia Guixeró.
La major part de la seva vida (del 1926 al 1969) la passà a la colònia Vidal, a Puigreig, on hi visqué amb la seva família. Durant la seva estada a la colònia, a més de mestre hi va fer de bibliotecari, de director del cor, d'organista de l'església i va conrear la música i la poesia fins a la seva mort.
Com a compositor, fou autor de bon nombre de valsos i sardanes per a caramelles i concerts corals, peces escrites i compostes per ell que encara avui són interpretades. El 1964, en l'ocasió de complir 80 anys, els seus exdeixebles li tributaren un homenatge, en el decurs del qual se li feu lliurament de la Creu d'Alfons X el Savi.